# Sljemenski maraton
Sljemenski maraton prva je trail utrka u Hrvatskoj. Utrka je od prvog izdanja poznata po svojem popularnom imenu – "Kuda idu divlje svinje" te pobjednici dobivaju statuu divlje svinje. Također je poznata i kao "Sljemenski krug" jer se odvija na kružnoj ruti.
Od prvog izdanja pa do 2016. godine trčale su se i utrke štafeta. Do 2010. trčale su se muška i mješovita dvočlana štafeta na 28 km, a od 2011. do 2016. trčala se tročlana mješovita štafeta sastavljena od dva muškarca i žene.
Kasnije je uvedena utrka na jedan krug pod nazivom "Sljemenski krug" te nakon nje i utrka na dva kruga.
 Povremeno su se trčale utrke građana te utrke juniora, koje su imale 4-5 km. Također, postoji i ekipni poredak u maratonu za atletske klubove. 
Ženska ekipa AK Sljeme u sastavu Veronika Jurišić, Antonija Orlić i Višnja Škevin je 2008. bila bolja od pobjedničke muške ekipe AK Veteran za punih 35 minuta, što se do tada nikada nije dogodilo na nekoj dugoprugaškoj utrci u Hrvatskoj.
Prvo izdanje Sljemenskog maratona organizirao je Dragan Janković, tadašnji tajnik AK Veteran, uz pomoć trkačkih kolega iz Atletskog kluba "Veteran" Seada Bačevina i Gorana Hudeca. Kasnije je organizaciju utrke preuzeo AK Sljeme. 

## Popis pojedinačnih pobjednika
██ Najbolje vrijeme

### Maraton
| Broj država | Broj trkača | Broj trkača | Izdanje | Pobjednici | Pobjednici | Pobjednici | UP | Pobjednice | Pobjednice | Pobjednice | Ref   |
| --- | --- | --- | --- | --- | --- | --- | --- | --- | --- | --- | ----- |
| Broj država | M+Ž | Ž | Izdanje | Trkač | Vrijeme [h] | MP [min] | UP | Trkačica | Vrijeme [h] | MP [min] | Ref   |
| duljina = 42km (2 kruga x 21km); ruta: | | | | | | | | | | |       |
| | | 0 | 2000. | Aleksandar Božić | 3;40:37 | | nije nastupila niti jedna žena | nije nastupila niti jedna žena | nije nastupila niti jedna žena | nije nastupila niti jedna žena |       |
| | | | 2001. | Darko Žalac | 3;17:34 | | ž | Dunja Kravos | 4;08:40 | |       |
| | | | 2002. | Jozo Delaš | 3;23:57 | | ž | Veronika Jurišić | 3;34:56 | |       |
| | | | 2003. | Miljenko Filipčić | 3;14:12 | | ž | Antonija Orlić | 3;39:30 | |       |
| | | | 2004. | Josip Lacković | 3;05:16 | | ž | Marija Vrajić | 3;49:55 | |       |
| | | | 2005. | Josip Lacković (2) | 3;11:13 | | ž | Marija Vrajić (2) | 3;47:10 | |       |
| | | | 2006. | Josip Lacković (3) | 3;14:00 | | ž | Antonija Orlić (2) | 3;43:09 | |       |
| duljina = 42km (3 kruga x 14km); ruta: Vrh Sljeme (TV toranj) – Tomislavac – Žensko sedlo – Erberov put – Krumpirište – Srnec – Špilja Medvednica – Horvatovih 500 stuba – Hunjka – Danjka – Puntijarka – Snježna kraljica – Sljemenska kapelica – Činovnička livada – Zadnja stanica žičare – Vrh Sljeme | duljina = 42km (3 kruga x 14km); ruta: Vrh Sljeme (TV toranj) – Tomislavac – Žensko sedlo – Erberov put – Krumpirište – Srnec – Špilja Medvednica – Horvatovih 500 stuba – Hunjka – Danjka – Puntijarka – Snježna kraljica – Sljemenska kapelica – Činovnička livada – Zadnja stanica žičare – Vrh Sljeme | duljina = 42km (3 kruga x 14km); ruta: Vrh Sljeme (TV toranj) – Tomislavac – Žensko sedlo – Erberov put – Krumpirište – Srnec – Špilja Medvednica – Horvatovih 500 stuba – Hunjka – Danjka – Puntijarka – Snježna kraljica – Sljemenska kapelica – Činovnička livada – Zadnja stanica žičare – Vrh Sljeme | duljina = 42km (3 kruga x 14km); ruta: Vrh Sljeme (TV toranj) – Tomislavac – Žensko sedlo – Erberov put – Krumpirište – Srnec – Špilja Medvednica – Horvatovih 500 stuba – Hunjka – Danjka – Puntijarka – Snježna kraljica – Sljemenska kapelica – Činovnička livada – Zadnja stanica žičare – Vrh Sljeme | duljina = 42km (3 kruga x 14km); ruta: Vrh Sljeme (TV toranj) – Tomislavac – Žensko sedlo – Erberov put – Krumpirište – Srnec – Špilja Medvednica – Horvatovih 500 stuba – Hunjka – Danjka – Puntijarka – Snježna kraljica – Sljemenska kapelica – Činovnička livada – Zadnja stanica žičare – Vrh Sljeme | duljina = 42km (3 kruga x 14km); ruta: Vrh Sljeme (TV toranj) – Tomislavac – Žensko sedlo – Erberov put – Krumpirište – Srnec – Špilja Medvednica – Horvatovih 500 stuba – Hunjka – Danjka – Puntijarka – Snježna kraljica – Sljemenska kapelica – Činovnička livada – Zadnja stanica žičare – Vrh Sljeme | duljina = 42km (3 kruga x 14km); ruta: Vrh Sljeme (TV toranj) – Tomislavac – Žensko sedlo – Erberov put – Krumpirište – Srnec – Špilja Medvednica – Horvatovih 500 stuba – Hunjka – Danjka – Puntijarka – Snježna kraljica – Sljemenska kapelica – Činovnička livada – Zadnja stanica žičare – Vrh Sljeme | duljina = 42km (3 kruga x 14km); ruta: Vrh Sljeme (TV toranj) – Tomislavac – Žensko sedlo – Erberov put – Krumpirište – Srnec – Špilja Medvednica – Horvatovih 500 stuba – Hunjka – Danjka – Puntijarka – Snježna kraljica – Sljemenska kapelica – Činovnička livada – Zadnja stanica žičare – Vrh Sljeme | duljina = 42km (3 kruga x 14km); ruta: Vrh Sljeme (TV toranj) – Tomislavac – Žensko sedlo – Erberov put – Krumpirište – Srnec – Špilja Medvednica – Horvatovih 500 stuba – Hunjka – Danjka – Puntijarka – Snježna kraljica – Sljemenska kapelica – Činovnička livada – Zadnja stanica žičare – Vrh Sljeme | duljina = 42km (3 kruga x 14km); ruta: Vrh Sljeme (TV toranj) – Tomislavac – Žensko sedlo – Erberov put – Krumpirište – Srnec – Špilja Medvednica – Horvatovih 500 stuba – Hunjka – Danjka – Puntijarka – Snježna kraljica – Sljemenska kapelica – Činovnička livada – Zadnja stanica žičare – Vrh Sljeme | duljina = 42km (3 kruga x 14km); ruta: Vrh Sljeme (TV toranj) – Tomislavac – Žensko sedlo – Erberov put – Krumpirište – Srnec – Špilja Medvednica – Horvatovih 500 stuba – Hunjka – Danjka – Puntijarka – Snježna kraljica – Sljemenska kapelica – Činovnička livada – Zadnja stanica žičare – Vrh Sljeme | [ 2 ] |
| | | | 2007. | Goran Momčilović | 3;23:07 | | ž | Antonija Orlić (3) | 3;44:27 | |       |
| | | | 2008. | Saša Antić | 3;37:56 | | ž | Veronika Jurišić (2) | 3;51:24 | |       |
| | | | 2009. | Marinko Duka | 3;27:38 | | ž | Veronika Jurišić (3) | 4;05:28 | |       |
| | | | 2010. | Stjepan Čošić | 3;45:58 | | m | Veronika Jurišić (4) | 3;43:07 | |       |
| | | | 2011. | Renato Pomahač | 3;19:26 | | ž | Veronika Jurišić (5) | 3;45:06 | |       |
| | | | 2012. | Goran Murić | 3;22:54 | + 10:51 | ž | Veronika Jurišić (6) | 3;45:08 | + 26:54 |       |
| | | | 2013. | Renato Pomahač (2) | 3;22:48 | + 2:38 | ž | Veronika Jurišić (7) | 3;27:58 | + 36:48 | [ 6 ] |
| | 77 | 9 | 2014. | Nikola Špoljar | 3;11:50 | + 10:19 | ž 4. | Veronika Jurišić (8) | 3;27:01 | + 51:09 | [ 2 ] |
| | | | 2015. | Nikica Smolić | 3;36:00 | + 5:57 | m 2. | Veronika Jurišić (9) | 3;29:31 | + 39:42 | [ 7 ] |
| | | | 2016. | Nikola Špoljar (2) | 3;35:02 | + 8:57 | ž 2. | Veronika Jurišić (10) | 3;43:03 | + 43:46 | [ 8 ] |
| | | | 2017. | Krešo Babić | 3;42:16 | + 5:45 | ž 5. | Veronika Jurišić (11) | 3;52:14 | + 10:17 |       |
| | | | 2018. | Nikola Špoljar (3) | 3;07:35 | + 0:36 | ž 14. | Veronika Jurišić (12) | 3;40:37 | + 10:55 | [ 9 ] |
| | 73 | 15 | 2019. | Mario Špoljar | 3;21:48 | + 3:49 | ž 8. | Veronika Jurišić (13) | 3;47:04 | + 20:19 |       |
| | | | 2020. | Dejan Radanac | 3;01:42 | + 4:06 | ž 19. | Veronika Jurišić (14) | 3;35:19 | + 6:42 |       |
| | | | 2021. | Pavle Kruljac | 3;39:27 | + 21:56 | ž 3. | Veronika Jurišić (15) | 4;08:06 | + 11:40 |       |

Na utrkama 2001. te 2003. do 2007. Veronika Jurišić nije nastupila.
Statistika (2019.)
- Najveća vremenska razlika između pobjednika i pobjednice:

- (od 2007.) 37:50 2009.
- (sva izdanja) 51:06 2001.

| Najbrži krug (14km) unutar 4h istrčan u utrci od 3 kruga od onih koji su istrčali cijelu utrku unutar 4 sata | Najbrži krug (14km) unutar 4h istrčan u utrci od 3 kruga od onih koji su istrčali cijelu utrku unutar 4 sata | Najbrži krug (14km) unutar 4h istrčan u utrci od 3 kruga od onih koji su istrčali cijelu utrku unutar 4 sata | Najbrži krug (14km) unutar 4h istrčan u utrci od 3 kruga od onih koji su istrčali cijelu utrku unutar 4 sata |
| Trkač | Vrijeme [h]                                                                                                  | Trkačica | Vrijeme [h]                                                                                                  |
| --- | --- | --- | --- |
| Matej Uhan                                                                                                   | 1;00:33 (2014.)                                                                                              | Veronika Jurišić                                                                                             | 1;08:24 (2014.)                                                                                              |

|   | Trkač(ica)       | Pobjede | Ukupni #1 |
| - | ---------------- | ------- | --------- |
| Ž | Veronika Jurišić | 13      | 2         |
| M | Josip Lacković   | 3       | 3         |
| Ž | Antonija Orlić   | 3       | 0         |
| M | Nikola Špoljar   | 3       | 3         |

| Države    | Pobjede | Pobjede | Pobjede | Pobjede |
| Države    | Σ       | M       | Ž       |         |
| --------- | ------- | ------- | ------- | ------- |
| Hrvatska  |         |         | 18      |         |
| Mađarska  |         |         |         |         |
| Slovenija |         |         |         |         |
| Srbija    |         |         |         |         |

### Sljemenski krug
Kazalo:
- strani natjecatelji su označeni zastavom
| Broj trkača | Broj trkača | Izdanje | Pobjednici        | Pobjednici  | UP    | Pobjednice          | Pobjednice  | Ref    |
| ----------- | ----------- | ------- | ----------------- | ----------- | ----- | ------------------- | ----------- | ------ |
| M+Ž         | Ž           | Izdanje | Trkač             | Vrijeme [h] | UP    | Trkačica            | Vrijeme [h] | Ref    |
|             |             | 2007.   |                   |             | ž     |                     |             |        |
|             |             | 2008.   |                   |             | ž     |                     |             |        |
|             |             | 2009.   |                   |             | ž     |                     |             |        |
|             |             | 2010.   |                   |             | ž     |                     |             |        |
|             |             | 2011.   |                   |             | ž     |                     |             |        |
|             |             | 2012.   | Nikola Špoljar    | 0;58:23     | ž 26. | Ana Gudalović       | 1;12:01     |        |
|             |             | 2013.   | Danilo Magdić     | 0;58:21     | ž     | Marta Peharda       | 1;19:55     | [ 6 ]  |
|             |             | 2014.   | Darko Rogina      | 1;01:50     | ž 10. | Maja Peperko        | 1;13:57     | [ 10 ] |
|             |             | 2015.   | Ante Živković     | 1;00:48     | ž     | Ana Gudalović       | 1;12:28     |        |
|             |             | 2016.   |                   |             | ž     |                     |             |        |
|             |             | 2017.   | Ante Živković     | 0;59:12     | ž 11. | Sanja Begović Geceg | 1;12:49     |        |
|             |             | 2018.   | Nikola Štefanić   | 1;02:45     | ž 14. | Patricia Maras      | 1;13:13     | [ 9 ]  |
|             |             | 2019.   | Nikola Špoljar    | 0;53:55     | ž 16. | Tea Faber           | 1;10:22     |        |
|             |             | 2020.   | Kristijan Rubinić | 0;57:03     | ž 7.  | Patricia Maras      | 1;06:14     |        |
|             |             | 2021.   | Kristijan Rubinić | 1;04:53     | ž 30. | Eva Ocvirk          | 1;29:50     |        |

| Najbrži krug (14km) | Najbrži krug (14km) | Najbrži krug (14km) | Najbrži krug (14km) |
| Trkač               | Vrijeme [h]         | Trkačica            | Vrijeme [h]         |
| ------------------- | ------------------- | ------------------- | ------------------- |
| Nikola Špoljar      | 0;53:49* (2013.)    |                     |                     |

* utrka štafeta

## Vanjske poveznice
- sljeme.run